# Мондело (Комо)
Мондело је насеље у Италији у округу Комо, региону Ломбардија.
Према процени из 2011. у насељу је живело 72 становника. Насеље се налази на надморској висини од 333 м.